# Ernest-Auguste de Brunswick
Ernest-Auguste III de Hanovre
Pour les articles homonymes, voir Ernest-Auguste.
Ernest-Auguste de Brunswick (en allemand : Ernst August Herzog von Braunschweig), duc de Brunswick et prince de Hanovre, est né le 17 novembre 1887 à Penzing, en Autriche, et décédé le 30 janvier 1953, au château de Marienburg, en Allemagne de l'Ouest. Dernier duc régnant de Brunswick (1913-1918), il est également prétendant au trône de Hanovre (1923-1953).
Né après l'exil de sa famille en Autriche, le prince Ernest-Auguste n'est d'abord pas appelé à succéder à son père, le duc de Cumberland et Teviotdale. Les décès successifs de ses deux frères, en 1901 et en 1912, changent cependant la donne et font de lui l'héritier des trônes de Hanovre et de Brunswick. Peu après la mort de son aîné, Ernest-Auguste fait la connaissance de la princesse Victoria-Louise de Prusse et les deux jeunes gens tombent amoureux, ce qui favorise la réconciliation des Hanovre et des Hohenzollern. Marié à la fille du Kaiser Guillaume II, il monte sur le trône de Brunswick en 1913.
Pendant la Première Guerre mondiale, Ernest-Auguste combat dans les rangs de l'armée allemande, ce qui lui vaut d'être privé de ses titres et pairies britanniques. En novembre 1918, une révolution secoue l'Empire allemand et le duc abdique le 8 novembre. Dans les années qui suivent, il voit sa fortune écornée par la crise économique qui sévit en Allemagne. Après l'arrivée d'Adolf Hitler au pouvoir en 1933, Ernest-Auguste a une attitude ambiguë vis-à-vis des nazis et il est considéré comme un « sympathisant » du régime par les Alliés. Privé d'une partie de ses biens par les Soviétiques, il meurt en 1953.

## Famille
Le duc Ernest-Auguste est le fils du prince Ernest-Auguste de Hanovre (1845-1923), prétendant au trône de Hanovre sous le nom d'« Ernest-Auguste II » et duc de Cumberland et Teviotdale, et de son épouse la princesse Thyra de Danemark (1853-1933). Par son père, il est donc le petit-fils du roi Georges V de Hanovre (1819-1878) et de la reine Marie de Saxe-Altenbourg (1818-1907) tandis que, par sa mère, il descend du roi Christian IX de Danemark (1818-1906), surnommé le « Beau-père de l'Europe », et de la reine Louise de Hesse-Cassel (1817-1898).
Le 24 mai 1913, le prince épouse, à Berlin, la princesse Victoria-Louise de Prusse (1892-1980), fille du Kaiser Guillaume II d'Allemagne (1859-1941) et de son épouse l'impératrice Augusta-Victoria de Schleswig-Holstein-Sonderbourg-Augustenbourg (1858-1921). La princesse est donc une descendante de la reine Victoria du Royaume-Uni (1819-1901), surnommée la « Grand-mère de l'Europe ».
Du mariage d'Ernest-Auguste et de Victoria-Louise naissent cinq enfants :
- Ernest-Auguste IV de Hanovre (1914-1987), prétendant aux trônes de Hanovre et de Brunswick, qui épouse, en 1951, la princesse Ortrude de Schleswig-Holstein-Sonderbourg-Glucksbourg (1925-1980) avant de se remarier, en 1981, à la comtesse Monique de Solms-Laubach (en) (1929-2015) ;
- Georges-Guillaume de Hanovre (1915-2006), prince de Hanovre, qui s'unit, en 1946, à la princesse Sophie de Grèce (1914-2001) ;
- Frederika de Hanovre (1917-1981), princesse de Hanovre, qui épouse Paul Ier de Grèce (1901-1964), roi des Hellènes ;
- Christian de Hanovre (1919-1981), prince de Hanovre, qui s'unit, en 1963, à Mireille Dutry (1946) ;
- Guelf-Henri de Hanovre (1923-1997), qui épouse, en 1960, la princesse Alexandra d'Ysenbourg-Büdingen (en) (1937-2015).

## Biographie

### Des exilés royaux
En 1866, le roi Georges V de Hanovre, grand-père paternel d'Ernest-Auguste, est chassé de ses états et privé de la majeure partie de ses biens après l'annexion du royaume de Hanovre par la Prusse. La famille royale part alors en exil en Autriche et établit sa résidence à la Königinvilla de Gmunden tandis que la Prusse confisque ses biens (Fonds Welfs)[réf. nécessaire]. Quelques années plus tard, en 1872, le prince héritier Ernest-Auguste de Hanovre, plus connu sous son titre de duc de Cumberland et Teviotdale, rencontre la princesse Thyra de Danemark, à Rome. Les deux jeunes gens tombent amoureux mais leur mariage n'est célébré, à Copenhague, qu'en 1878, du fait de l'opposition du gouvernement allemand, qui voit d'un mauvais œil l'alliance entre deux dynasties ennemies des Hohenzollern,.
La même année, le duc de Cumberland succède à son père à la tête de la maison de Hanovre. Puis, en 1884, il hérite des droits dynastiques de son cousin, le duc Guillaume VIII de Brunswick, ce que la Prusse ne peut accepter. Considéré comme un ennemi de l'Empire allemand, le prince est remplacé, sur le trône, par un régent nommé directement par Berlin. En 1892, le duc de Cumberland obtient cependant la somme de 60 millions de deutschmarks en dédommagement pour la confiscation d'une partie des biens de sa famille en 1866. Avec sa nouvelle fortune, il fait construire le Schloss Cumberland à proximité de la Königinvilla.
C'est dans ce contexte difficile que le prince Ernest-Auguste voit le jour en exil à Vienne, le 17 novembre 1887. L'enfant est alors quatrième dans l'ordre de succession au trône de Hanovre, après son père et ses frères aînés Georges-Guillaume (1880-1912) et Christian (1885-1901)[réf. nécessaire]. En grandissant, Ernest-Auguste devient un jeune homme réservé et taciturne. Passionné par l'équitation, il intègre le Ier régiment de cavalerie bavarois grâce à l'intervention du prince royal, le prince Rupprecht de Bavière.

### Un mariage improbable

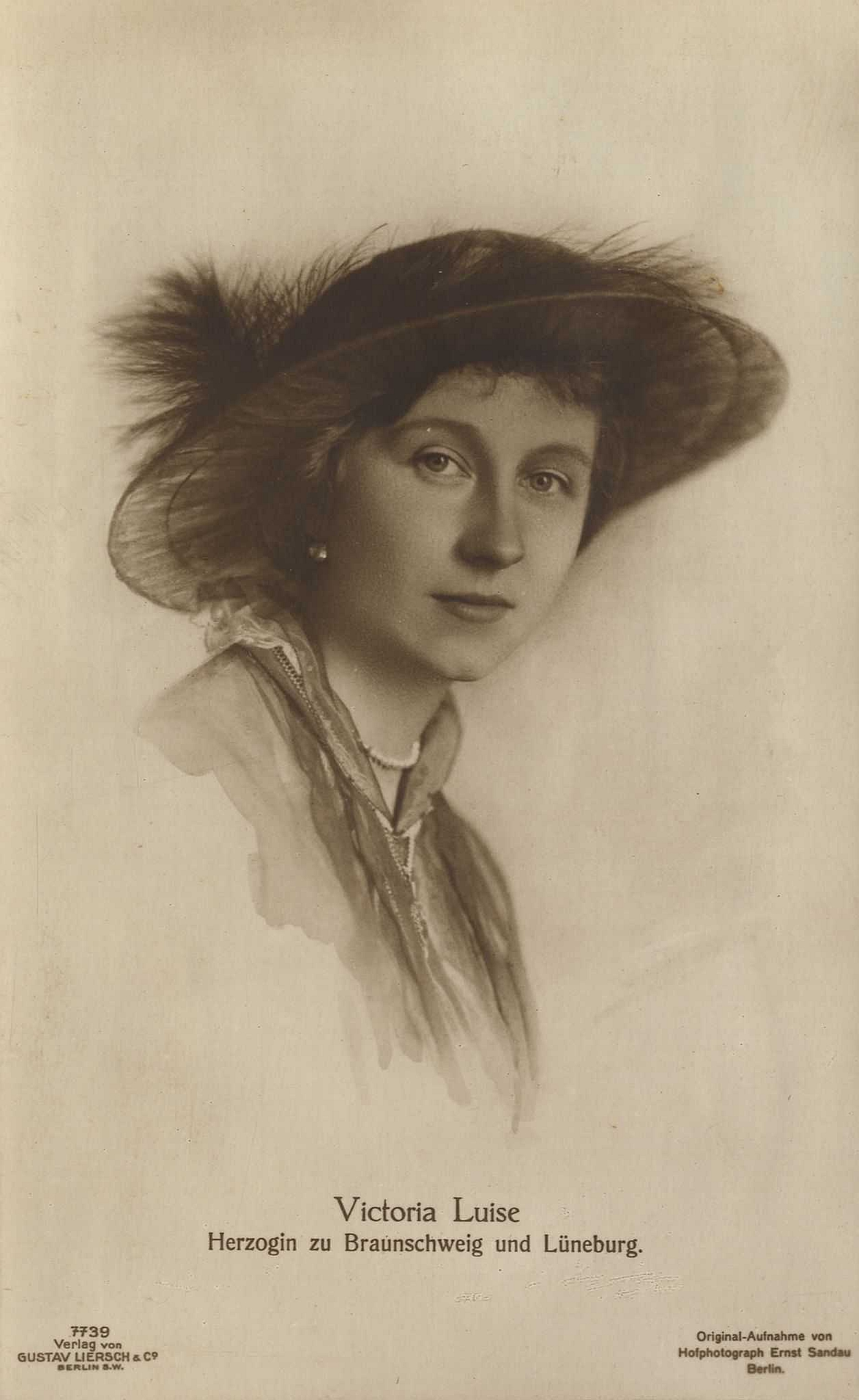
Victoria-Louise de Prusse, duchesse de Brunswik.

La mort prématurée de ses deux frères aînés fait d'Ernest-Auguste l'héritier potentiel du trône de ses ancêtres.  En 1901, le prince Christian meurt à l'âge de 16 ans, victime d'une péritonite.
Le 20 mai 1912, le prince héritier Georges-Guillaume, héritier du trône après son père, trouve la mort dans un accident de la route à Nackel, dans le Brandebourg prussien. Ému par la tragédie, le Kaiser Guillaume II envoie deux de ses fils pour escorter la dépouille du jeune homme jusqu'à Gmunden et représenter les Hohenzollern à ses funérailles. En guise de reconnaissance, le duc de Cumberland envoie, quelque temps plus tard, son dernier fils à Berlin afin d'y transmettre ses remerciements à l'empereur.
Durant ce séjour, Ernest-Auguste fait la connaissance de la princesse Victoria-Louise de Prusse, unique fille du Kaiser. Les deux jeunes gens tombent rapidement amoureux. Dans un premier temps, l'idylle est mal perçue par leurs deux familles, depuis trop longtemps ennemies. Cependant, la médiation du prince Maximilien de Bade, beau-frère du jeune duc mais également proche parent de la kronprinzessin Cäcilie puis la renonciation du duc de Cumberland et de son fils à leurs droits sur l'ancien royaume de Hanovre rassurent les Hohenzollern. Ces derniers acceptent, en échange, de rendre au duc de Cumberland l'ensemble de ses biens et de reconnaître Ernest-Auguste comme héritier du duché de Brunswick. Les fiançailles d'Ernest-Auguste et de Victoria-Louise sont donc annoncées officiellement à Karlsruhe le 10 février 1913 et leur mariage est célébré à Berlin le 24 mai suivant. Le mariage est célébré avec faste à Berlin. Toutes les dynasties du vieux continent, proches parents des mariés, s'y retrouvent sans savoir que c'est pour la dernière fois, que nombre d'entre-eux perdront leur trône voire la vie quelques années plus tard après l'éclatement de la Première Guerre mondiale qui  provoquera la ruine de l'Europe.
Le 3 novembre 1913, Ernest-Auguste et Victoria-Louise font leur entrée triomphale à Brunswick, capitale du duché éponyme, où ils reçoivent le pouvoir des mains du prince-régent Jean-Albert de Mecklembourg. Dix mois après le mariage, en mars 1914, la duchesse Victoria-Louise donne le jour à un fils, héritier du trône de Brunswick. En juillet, la duchesse attend un second enfant. La guerre éclate le mois suivant.

### Un souverain en guerre

Le duché de Brunswick, au sein de l'Empire allemand.

Nommé par son beau-père général de division de l'armée prussienne, le duc de Brunswick combat les forces de la Triple Entente durant la Première Guerre mondiale[réf. nécessaire]. Sa présence, et celle (toute symbolique) de son père, dans les rangs de l'armée allemande leur vaut d'être privés de leurs titres et pairies britanniques par leur cousin, le roi George V du Royaume-Uni, après le vote du Titles Deprivation Act en 1917.
A l'automne 1918, la situation de l'Allemagne est critique. Le 3 octobre, le Kaiser nomme le prince Maximilien de Bade, beau-frère du duc de Brunswick, chancelier d'Empire mais il est trop tard. En novembre 1918, la révolution bolchevique secoue l'Empire allemand de Metz à Memel. Le Kaiser Guillaume II, qui craint de subir le sort de ses cousins russes, s'exile aux Pays-Bas. Dans la foulée, un conseil de soldats oblige Ernest-Auguste à abandonner le pouvoir (8 novembre) et les Hanovre se réfugient dans leur domaine de Gmunden, en Autriche. Une fois le calme revenu en Allemagne, la famille récupère l'essentiel de sa fortune et revient séjourner une partie de l'année dans son ancien duché, où elle récupère notamment les châteaux de Blankenburg et de Marienburg.

### Chef de la maison de Hanovre
En 1923, le père d'Ernest-Auguste meurt d'apoplexie à Gmunden, en Autriche, et son fils lui succède à la tête de la maison de Hanovre. Il hérite alors d'une fortune amoindrie par la crise financière que subit la République de Weimar. Dans ces conditions, le prince est contraint de se séparer d'une partie des œuvres d'art appartenant à sa famille en 1930. Puis, il vend le Schloss Cumberland en 1934.
Après l'arrivée d'Adolf Hitler au pouvoir en Allemagne en 1933, le duc de Brunswick et sa famille entretiennent des relations ambiguës avec le parti national-socialiste. D'un côté, le chef des Hanovre refuse ostensiblement d'intégrer le mouvement d'extrême-droite mais il lui fait, de l'autre, plusieurs dons importants. Ernest-Auguste entretient, par ailleurs, des relations étroites avec plusieurs dignitaires du Troisième Reich et profite, semble-t-il, de la politique d'aryanisation des biens juifs menée par le Führer. Dans ces conditions, la commission de dénazification mise en place par les Alliés, après-guerre, déclare, le 20 février 1947, l'ancien duc de Brunswick « sympathisant » du régime nazi.
Après la défaite de l'Allemagne en 1945, les biens des Hanovre situés dans la zone d'occupation soviétique sont confisqués et la famille perd le château de Blankenburg. Confronté à de nouvelles difficultés financières, Ernest-Auguste procède à la vente d'un second lot d'œuvres d'art hérité de sa famille en 1950.
L'ancien duc de Brunswick meurt d'une attaque cardiaque au château de Marienburg le 30 janvier 1953. Il est enterré, selon ses vœux, dans les jardins royaux de Herrenhausen, à Hanovre.
Son fils aîné, Ernest-Auguste, lui succède à la tête de la maison de Hanovre.

## Ernest-Auguste et Victoria-Louise dans les royautés germaniques
|  |  |                                                                     |                                                                     |                                                                     |                                                                     |                                                                     |                                                                     | Ernest-Auguste Ier, Roi de Hanovre ∞ Frédérique, Pcesse de Mecklembourg-Strelitz | Ernest-Auguste Ier, Roi de Hanovre ∞ Frédérique, Pcesse de Mecklembourg-Strelitz | Ernest-Auguste Ier, Roi de Hanovre ∞ Frédérique, Pcesse de Mecklembourg-Strelitz     | Ernest-Auguste Ier, Roi de Hanovre ∞ Frédérique, Pcesse de Mecklembourg-Strelitz     | Ernest-Auguste Ier, Roi de Hanovre ∞ Frédérique, Pcesse de Mecklembourg-Strelitz     | Ernest-Auguste Ier, Roi de Hanovre ∞ Frédérique, Pcesse de Mecklembourg-Strelitz     |                                                                                      |                                                                                      |  |  |                                                                                    |                                                                                    |                                                                                    |                                                                                    |                                                                                            |                                                                                            |                                                                                            |                                                                                            | Guillaume Ier, Kaiser allemand ∞ Augusta, Pcesse de Saxe-Weimar-Eisenach                   | Guillaume Ier, Kaiser allemand ∞ Augusta, Pcesse de Saxe-Weimar-Eisenach                   | Guillaume Ier, Kaiser allemand ∞ Augusta, Pcesse de Saxe-Weimar-Eisenach         | Guillaume Ier, Kaiser allemand ∞ Augusta, Pcesse de Saxe-Weimar-Eisenach         | Guillaume Ier, Kaiser allemand ∞ Augusta, Pcesse de Saxe-Weimar-Eisenach         | Guillaume Ier, Kaiser allemand ∞ Augusta, Pcesse de Saxe-Weimar-Eisenach         |                               |                               |                                                                                       |                                                                                       |                                                                                       |                                                                                       |                                                                                       |                                                                                       |                                        |                                        |                                                                                                |                                                                                                |                                                                                                |                                                                                                |                                                                                                |                                                                                                |  |  | Albert, Pce de Saxe-Cobourg ∞ Victoria, Reine du Royaume-Uni | Albert, Pce de Saxe-Cobourg ∞ Victoria, Reine du Royaume-Uni | Albert, Pce de Saxe-Cobourg ∞ Victoria, Reine du Royaume-Uni | Albert, Pce de Saxe-Cobourg ∞ Victoria, Reine du Royaume-Uni | Albert, Pce de Saxe-Cobourg ∞ Victoria, Reine du Royaume-Uni                                   | Albert, Pce de Saxe-Cobourg ∞ Victoria, Reine du Royaume-Uni                                   |                                                                                                |                                                                                                |                                                                                                |                                                                                                |                                                                                  |                                                                                  |                                                                                   |                                                                                   |                                                                                   |                                                                                   |                                                                                     |                                                                                     |                                                                                     |                                                                                     |                                                                                     |                                                                                     |                                                                          |                                                                          |                                                                          |                                                                          |  |  |  |  |  |  |  |  |  |  |  |  |  |  |  |  |  |  |  |  |  |  |  |  |  |  |  |  |  |  |  |  |  |  |  |  |  |  |  |  |  |  |  |  |  |  |  |  |  |  |
|  |  |                                                                     |                                                                     |                                                                     |                                                                     |                                                                     |                                                                     | Ernest-Auguste Ier, Roi de Hanovre ∞ Frédérique, Pcesse de Mecklembourg-Strelitz | Ernest-Auguste Ier, Roi de Hanovre ∞ Frédérique, Pcesse de Mecklembourg-Strelitz | Ernest-Auguste Ier, Roi de Hanovre ∞ Frédérique, Pcesse de Mecklembourg-Strelitz     | Ernest-Auguste Ier, Roi de Hanovre ∞ Frédérique, Pcesse de Mecklembourg-Strelitz     | Ernest-Auguste Ier, Roi de Hanovre ∞ Frédérique, Pcesse de Mecklembourg-Strelitz     | Ernest-Auguste Ier, Roi de Hanovre ∞ Frédérique, Pcesse de Mecklembourg-Strelitz     |                                                                                      |                                                                                      |  |  |                                                                                    |                                                                                    |                                                                                    |                                                                                    |                                                                                            |                                                                                            |                                                                                            |                                                                                            | Guillaume Ier, Kaiser allemand ∞ Augusta, Pcesse de Saxe-Weimar-Eisenach                   | Guillaume Ier, Kaiser allemand ∞ Augusta, Pcesse de Saxe-Weimar-Eisenach                   | Guillaume Ier, Kaiser allemand ∞ Augusta, Pcesse de Saxe-Weimar-Eisenach         | Guillaume Ier, Kaiser allemand ∞ Augusta, Pcesse de Saxe-Weimar-Eisenach         | Guillaume Ier, Kaiser allemand ∞ Augusta, Pcesse de Saxe-Weimar-Eisenach         | Guillaume Ier, Kaiser allemand ∞ Augusta, Pcesse de Saxe-Weimar-Eisenach         |                               |                               |                                                                                       |                                                                                       |                                                                                       |                                                                                       |                                                                                       |                                                                                       |                                        |                                        |                                                                                                |                                                                                                |                                                                                                |                                                                                                |                                                                                                |                                                                                                |  |  | Albert, Pce de Saxe-Cobourg ∞ Victoria, Reine du Royaume-Uni | Albert, Pce de Saxe-Cobourg ∞ Victoria, Reine du Royaume-Uni | Albert, Pce de Saxe-Cobourg ∞ Victoria, Reine du Royaume-Uni | Albert, Pce de Saxe-Cobourg ∞ Victoria, Reine du Royaume-Uni | Albert, Pce de Saxe-Cobourg ∞ Victoria, Reine du Royaume-Uni                                   | Albert, Pce de Saxe-Cobourg ∞ Victoria, Reine du Royaume-Uni                                   |                                                                                                |                                                                                                |                                                                                                |                                                                                                |                                                                                  |                                                                                  |                                                                                   |                                                                                   |                                                                                   |                                                                                   |                                                                                     |                                                                                     |                                                                                     |                                                                                     |                                                                                     |                                                                                     |                                                                          |                                                                          |                                                                          |                                                                          |  |  |  |  |  |  |  |  |  |  |  |  |  |  |  |  |  |  |  |  |  |  |  |  |  |  |  |  |  |  |  |  |  |  |  |  |  |  |  |  |  |  |  |  |  |  |  |  |  |  |
|  |  |                                                                     |                                                                     |                                                                     |                                                                     |                                                                     |                                                                     |                                                                                  |                                                                                  |                                                                                      |                                                                                      |                                                                                      |                                                                                      |                                                                                      |                                                                                      |  |  |                                                                                    |                                                                                    |                                                                                    |                                                                                    |                                                                                            |                                                                                            |                                                                                            |                                                                                            |                                                                                            |                                                                                            |                                                                                  |                                                                                  |                                                                                  |                                                                                  |                               |                               |                                                                                       |                                                                                       |                                                                                       |                                                                                       |                                                                                       |                                                                                       |                                        |                                        |                                                                                                |                                                                                                |                                                                                                |                                                                                                |                                                                                                |                                                                                                |  |  |                                                              |                                                              |                                                              |                                                              |                                                                                                |                                                                                                |                                                                                                |                                                                                                |                                                                                                |                                                                                                |                                                                                  |                                                                                  |                                                                                   |                                                                                   |                                                                                   |                                                                                   |                                                                                     |                                                                                     |                                                                                     |                                                                                     |                                                                                     |                                                                                     |                                                                          |                                                                          |                                                                          |                                                                          |  |  |  |  |  |  |  |  |  |  |  |  |  |  |  |  |  |  |  |  |  |  |  |  |  |  |  |  |  |  |  |  |  |  |  |  |  |  |  |  |  |  |  |  |  |  |  |  |  |  |
|  |  |                                                                     |                                                                     |                                                                     |                                                                     |                                                                     |                                                                     | Georges V, Roi de Hanovre ∞ Marie, Pcesse de Saxe-Altenbourg                     | Georges V, Roi de Hanovre ∞ Marie, Pcesse de Saxe-Altenbourg                     | Georges V, Roi de Hanovre ∞ Marie, Pcesse de Saxe-Altenbourg                         | Georges V, Roi de Hanovre ∞ Marie, Pcesse de Saxe-Altenbourg                         | Georges V, Roi de Hanovre ∞ Marie, Pcesse de Saxe-Altenbourg                         | Georges V, Roi de Hanovre ∞ Marie, Pcesse de Saxe-Altenbourg                         |                                                                                      |                                                                                      |  |  | Louise, Pcesse de Prusse ∞ Frédéric Ier, Gd-duc de Bade                            | Louise, Pcesse de Prusse ∞ Frédéric Ier, Gd-duc de Bade                            | Louise, Pcesse de Prusse ∞ Frédéric Ier, Gd-duc de Bade                            | Louise, Pcesse de Prusse ∞ Frédéric Ier, Gd-duc de Bade                            | Louise, Pcesse de Prusse ∞ Frédéric Ier, Gd-duc de Bade                                    | Louise, Pcesse de Prusse ∞ Frédéric Ier, Gd-duc de Bade                                    |                                                                                            |                                                                                            |                                                                                            |                                                                                            |                                                                                  |                                                                                  | Frédéric III, Kaiser allemand                                                    | Frédéric III, Kaiser allemand                                                    | Frédéric III, Kaiser allemand | Frédéric III, Kaiser allemand | Frédéric III, Kaiser allemand                                                         | Frédéric III, Kaiser allemand                                                         |                                                                                       |                                                                                       | Victoria, Pcesse royale du Royaume-Uni                                                | Victoria, Pcesse royale du Royaume-Uni                                                | Victoria, Pcesse royale du Royaume-Uni | Victoria, Pcesse royale du Royaume-Uni | Victoria, Pcesse royale du Royaume-Uni                                                         | Victoria, Pcesse royale du Royaume-Uni                                                         |                                                                                                |                                                                                                |                                                                                                |                                                                                                |  |  | Alfred Ier, Duc de Saxe-Cobourg ∞ Maria, Gde-Dsse de Russie  | Alfred Ier, Duc de Saxe-Cobourg ∞ Maria, Gde-Dsse de Russie  | Alfred Ier, Duc de Saxe-Cobourg ∞ Maria, Gde-Dsse de Russie  | Alfred Ier, Duc de Saxe-Cobourg ∞ Maria, Gde-Dsse de Russie  | Alfred Ier, Duc de Saxe-Cobourg ∞ Maria, Gde-Dsse de Russie                                    | Alfred Ier, Duc de Saxe-Cobourg ∞ Maria, Gde-Dsse de Russie                                    |                                                                                                |                                                                                                | Léopold, Pce du Royaume-Uni ∞ Hélène, Pcesse de Waldeck-Pyrmont                                | Léopold, Pce du Royaume-Uni ∞ Hélène, Pcesse de Waldeck-Pyrmont                                | Léopold, Pce du Royaume-Uni ∞ Hélène, Pcesse de Waldeck-Pyrmont                  | Léopold, Pce du Royaume-Uni ∞ Hélène, Pcesse de Waldeck-Pyrmont                  | Léopold, Pce du Royaume-Uni ∞ Hélène, Pcesse de Waldeck-Pyrmont                   | Léopold, Pce du Royaume-Uni ∞ Hélène, Pcesse de Waldeck-Pyrmont                   |                                                                                   |                                                                                   | Alice, Pcesse du Royaume-Uni ∞ Louis IV, Gd-duc de Hesse-Darmstadt                  | Alice, Pcesse du Royaume-Uni ∞ Louis IV, Gd-duc de Hesse-Darmstadt                  | Alice, Pcesse du Royaume-Uni ∞ Louis IV, Gd-duc de Hesse-Darmstadt                  | Alice, Pcesse du Royaume-Uni ∞ Louis IV, Gd-duc de Hesse-Darmstadt                  | Alice, Pcesse du Royaume-Uni ∞ Louis IV, Gd-duc de Hesse-Darmstadt                  | Alice, Pcesse du Royaume-Uni ∞ Louis IV, Gd-duc de Hesse-Darmstadt                  |                                                                          |                                                                          |                                                                          |                                                                          |  |  |  |  |  |  |  |  |  |  |  |  |  |  |  |  |  |  |  |  |  |  |  |  |  |  |  |  |  |  |  |  |  |  |  |  |  |  |  |  |  |  |  |  |  |  |  |  |  |  |
|  |  |                                                                     |                                                                     |                                                                     |                                                                     |                                                                     |                                                                     | Georges V, Roi de Hanovre ∞ Marie, Pcesse de Saxe-Altenbourg                     | Georges V, Roi de Hanovre ∞ Marie, Pcesse de Saxe-Altenbourg                     | Georges V, Roi de Hanovre ∞ Marie, Pcesse de Saxe-Altenbourg                         | Georges V, Roi de Hanovre ∞ Marie, Pcesse de Saxe-Altenbourg                         | Georges V, Roi de Hanovre ∞ Marie, Pcesse de Saxe-Altenbourg                         | Georges V, Roi de Hanovre ∞ Marie, Pcesse de Saxe-Altenbourg                         |                                                                                      |                                                                                      |  |  | Louise, Pcesse de Prusse ∞ Frédéric Ier, Gd-duc de Bade                            | Louise, Pcesse de Prusse ∞ Frédéric Ier, Gd-duc de Bade                            | Louise, Pcesse de Prusse ∞ Frédéric Ier, Gd-duc de Bade                            | Louise, Pcesse de Prusse ∞ Frédéric Ier, Gd-duc de Bade                            | Louise, Pcesse de Prusse ∞ Frédéric Ier, Gd-duc de Bade                                    | Louise, Pcesse de Prusse ∞ Frédéric Ier, Gd-duc de Bade                                    |                                                                                            |                                                                                            |                                                                                            |                                                                                            |                                                                                  |                                                                                  | Frédéric III, Kaiser allemand                                                    | Frédéric III, Kaiser allemand                                                    | Frédéric III, Kaiser allemand | Frédéric III, Kaiser allemand | Frédéric III, Kaiser allemand                                                         | Frédéric III, Kaiser allemand                                                         |                                                                                       |                                                                                       | Victoria, Pcesse royale du Royaume-Uni                                                | Victoria, Pcesse royale du Royaume-Uni                                                | Victoria, Pcesse royale du Royaume-Uni | Victoria, Pcesse royale du Royaume-Uni | Victoria, Pcesse royale du Royaume-Uni                                                         | Victoria, Pcesse royale du Royaume-Uni                                                         |                                                                                                |                                                                                                |                                                                                                |                                                                                                |  |  | Alfred Ier, Duc de Saxe-Cobourg ∞ Maria, Gde-Dsse de Russie  | Alfred Ier, Duc de Saxe-Cobourg ∞ Maria, Gde-Dsse de Russie  | Alfred Ier, Duc de Saxe-Cobourg ∞ Maria, Gde-Dsse de Russie  | Alfred Ier, Duc de Saxe-Cobourg ∞ Maria, Gde-Dsse de Russie  | Alfred Ier, Duc de Saxe-Cobourg ∞ Maria, Gde-Dsse de Russie                                    | Alfred Ier, Duc de Saxe-Cobourg ∞ Maria, Gde-Dsse de Russie                                    |                                                                                                |                                                                                                | Léopold, Pce du Royaume-Uni ∞ Hélène, Pcesse de Waldeck-Pyrmont                                | Léopold, Pce du Royaume-Uni ∞ Hélène, Pcesse de Waldeck-Pyrmont                                | Léopold, Pce du Royaume-Uni ∞ Hélène, Pcesse de Waldeck-Pyrmont                  | Léopold, Pce du Royaume-Uni ∞ Hélène, Pcesse de Waldeck-Pyrmont                  | Léopold, Pce du Royaume-Uni ∞ Hélène, Pcesse de Waldeck-Pyrmont                   | Léopold, Pce du Royaume-Uni ∞ Hélène, Pcesse de Waldeck-Pyrmont                   |                                                                                   |                                                                                   | Alice, Pcesse du Royaume-Uni ∞ Louis IV, Gd-duc de Hesse-Darmstadt                  | Alice, Pcesse du Royaume-Uni ∞ Louis IV, Gd-duc de Hesse-Darmstadt                  | Alice, Pcesse du Royaume-Uni ∞ Louis IV, Gd-duc de Hesse-Darmstadt                  | Alice, Pcesse du Royaume-Uni ∞ Louis IV, Gd-duc de Hesse-Darmstadt                  | Alice, Pcesse du Royaume-Uni ∞ Louis IV, Gd-duc de Hesse-Darmstadt                  | Alice, Pcesse du Royaume-Uni ∞ Louis IV, Gd-duc de Hesse-Darmstadt                  |                                                                          |                                                                          |                                                                          |                                                                          |  |  |  |  |  |  |  |  |  |  |  |  |  |  |  |  |  |  |  |  |  |  |  |  |  |  |  |  |  |  |  |  |  |  |  |  |  |  |  |  |  |  |  |  |  |  |  |  |  |  |
|  |  |                                                                     |                                                                     |                                                                     |                                                                     |                                                                     |                                                                     |                                                                                  |                                                                                  |                                                                                      |                                                                                      |                                                                                      |                                                                                      |                                                                                      |                                                                                      |  |  |                                                                                    |                                                                                    |                                                                                    |                                                                                    |                                                                                            |                                                                                            |                                                                                            |                                                                                            |                                                                                            |                                                                                            |                                                                                  |                                                                                  |                                                                                  |                                                                                  |                               |                               |                                                                                       |                                                                                       |                                                                                       |                                                                                       |                                                                                       |                                                                                       |                                        |                                        |                                                                                                |                                                                                                |                                                                                                |                                                                                                |                                                                                                |                                                                                                |  |  |                                                              |                                                              |                                                              |                                                              |                                                                                                |                                                                                                |                                                                                                |                                                                                                |                                                                                                |                                                                                                |                                                                                  |                                                                                  |                                                                                   |                                                                                   |                                                                                   |                                                                                   |                                                                                     |                                                                                     |                                                                                     |                                                                                     |                                                                                     |                                                                                     |                                                                          |                                                                          |                                                                          |                                                                          |  |  |  |  |  |  |  |  |  |  |  |  |  |  |  |  |  |  |  |  |  |  |  |  |  |  |  |  |  |  |  |  |  |  |  |  |  |  |  |  |  |  |  |  |  |  |  |  |  |  |
|  |  |                                                                     |                                                                     |                                                                     |                                                                     |                                                                     |                                                                     |                                                                                  |                                                                                  |                                                                                      |                                                                                      |                                                                                      |                                                                                      |                                                                                      |                                                                                      |  |  |                                                                                    |                                                                                    |                                                                                    |                                                                                    |                                                                                            |                                                                                            |                                                                                            |                                                                                            |                                                                                            |                                                                                            |                                                                                  |                                                                                  |                                                                                  |                                                                                  |                               |                               |                                                                                       |                                                                                       |                                                                                       |                                                                                       |                                                                                       |                                                                                       |                                        |                                        |                                                                                                |                                                                                                |                                                                                                |                                                                                                |                                                                                                |                                                                                                |  |  |                                                              |                                                              |                                                              |                                                              |                                                                                                |                                                                                                |                                                                                                |                                                                                                |                                                                                                |                                                                                                |                                                                                  |                                                                                  |                                                                                   |                                                                                   |                                                                                   |                                                                                   |                                                                                     |                                                                                     |                                                                                     |                                                                                     |                                                                                     |                                                                                     |                                                                          |                                                                          |                                                                          |                                                                          |  |  |  |  |  |  |  |  |  |  |  |  |  |  |  |  |  |  |  |  |  |  |  |  |  |  |  |  |  |  |  |  |  |  |  |  |  |  |  |  |  |  |  |  |  |  |  |  |  |  |
|  |  |                                                                     |                                                                     |                                                                     |                                                                     |                                                                     |                                                                     | Ernest-Auguste, Prétendant au trône de Hanovre ∞ Thyra, Pcesse de Danemark       | Ernest-Auguste, Prétendant au trône de Hanovre ∞ Thyra, Pcesse de Danemark       | Ernest-Auguste, Prétendant au trône de Hanovre ∞ Thyra, Pcesse de Danemark           | Ernest-Auguste, Prétendant au trône de Hanovre ∞ Thyra, Pcesse de Danemark           | Ernest-Auguste, Prétendant au trône de Hanovre ∞ Thyra, Pcesse de Danemark           | Ernest-Auguste, Prétendant au trône de Hanovre ∞ Thyra, Pcesse de Danemark           |                                                                                      |                                                                                      |  |  | Frédéric II, Gd-duc de Bade ∞ Hilda, Pcesse de Nassau                              | Frédéric II, Gd-duc de Bade ∞ Hilda, Pcesse de Nassau                              | Frédéric II, Gd-duc de Bade ∞ Hilda, Pcesse de Nassau                              | Frédéric II, Gd-duc de Bade ∞ Hilda, Pcesse de Nassau                              | Frédéric II, Gd-duc de Bade ∞ Hilda, Pcesse de Nassau                                      | Frédéric II, Gd-duc de Bade ∞ Hilda, Pcesse de Nassau                                      |                                                                                            |                                                                                            | Charlotte, Pcesse de Prusse ∞ Bernard III, Duc de Saxe-Meiningen-Hildburghausen            | Charlotte, Pcesse de Prusse ∞ Bernard III, Duc de Saxe-Meiningen-Hildburghausen            | Charlotte, Pcesse de Prusse ∞ Bernard III, Duc de Saxe-Meiningen-Hildburghausen  | Charlotte, Pcesse de Prusse ∞ Bernard III, Duc de Saxe-Meiningen-Hildburghausen  | Charlotte, Pcesse de Prusse ∞ Bernard III, Duc de Saxe-Meiningen-Hildburghausen  | Charlotte, Pcesse de Prusse ∞ Bernard III, Duc de Saxe-Meiningen-Hildburghausen  |                               |                               | Guillaume II, Kaiser allemand ∞ Augusta-Victoria, Pcesse de SHSA                      | Guillaume II, Kaiser allemand ∞ Augusta-Victoria, Pcesse de SHSA                      | Guillaume II, Kaiser allemand ∞ Augusta-Victoria, Pcesse de SHSA                      | Guillaume II, Kaiser allemand ∞ Augusta-Victoria, Pcesse de SHSA                      | Guillaume II, Kaiser allemand ∞ Augusta-Victoria, Pcesse de SHSA                      | Guillaume II, Kaiser allemand ∞ Augusta-Victoria, Pcesse de SHSA                      |                                        |                                        | Marguerite, Pcesse de Prusse ∞ Frédéric-Charles, Prétendant au trône de Hesse-Cassel           | Marguerite, Pcesse de Prusse ∞ Frédéric-Charles, Prétendant au trône de Hesse-Cassel           | Marguerite, Pcesse de Prusse ∞ Frédéric-Charles, Prétendant au trône de Hesse-Cassel           | Marguerite, Pcesse de Prusse ∞ Frédéric-Charles, Prétendant au trône de Hesse-Cassel           | Marguerite, Pcesse de Prusse ∞ Frédéric-Charles, Prétendant au trône de Hesse-Cassel           | Marguerite, Pcesse de Prusse ∞ Frédéric-Charles, Prétendant au trône de Hesse-Cassel           |  |  | Alfred, Pce héritier de Saxe-Cobourg                         | Alfred, Pce héritier de Saxe-Cobourg                         | Alfred, Pce héritier de Saxe-Cobourg                         | Alfred, Pce héritier de Saxe-Cobourg                         | Alfred, Pce héritier de Saxe-Cobourg                                                           | Alfred, Pce héritier de Saxe-Cobourg                                                           |                                                                                                |                                                                                                | Charles-Édouard Ier, Duc de Saxe-Cobourg ∞ Victoria-Adélaïde, Pcesse de S.H.S.G.               | Charles-Édouard Ier, Duc de Saxe-Cobourg ∞ Victoria-Adélaïde, Pcesse de S.H.S.G.               | Charles-Édouard Ier, Duc de Saxe-Cobourg ∞ Victoria-Adélaïde, Pcesse de S.H.S.G. | Charles-Édouard Ier, Duc de Saxe-Cobourg ∞ Victoria-Adélaïde, Pcesse de S.H.S.G. | Charles-Édouard Ier, Duc de Saxe-Cobourg ∞ Victoria-Adélaïde, Pcesse de S.H.S.G.  | Charles-Édouard Ier, Duc de Saxe-Cobourg ∞ Victoria-Adélaïde, Pcesse de S.H.S.G.  |                                                                                   |                                                                                   | Ernest-Louis, Gd-duc de Hesse-Darmstadt ∞ Éléonore, Pcesse de Solms-Hohensolms-Lich | Ernest-Louis, Gd-duc de Hesse-Darmstadt ∞ Éléonore, Pcesse de Solms-Hohensolms-Lich | Ernest-Louis, Gd-duc de Hesse-Darmstadt ∞ Éléonore, Pcesse de Solms-Hohensolms-Lich | Ernest-Louis, Gd-duc de Hesse-Darmstadt ∞ Éléonore, Pcesse de Solms-Hohensolms-Lich | Ernest-Louis, Gd-duc de Hesse-Darmstadt ∞ Éléonore, Pcesse de Solms-Hohensolms-Lich | Ernest-Louis, Gd-duc de Hesse-Darmstadt ∞ Éléonore, Pcesse de Solms-Hohensolms-Lich |                                                                          |                                                                          |                                                                          |                                                                          |  |  |  |  |  |  |  |  |  |  |  |  |  |  |  |  |  |  |  |  |  |  |  |  |  |  |  |  |  |  |  |  |  |  |  |  |  |  |  |  |  |  |  |  |  |  |  |  |  |  |
|  |  |                                                                     |                                                                     |                                                                     |                                                                     |                                                                     |                                                                     | Ernest-Auguste, Prétendant au trône de Hanovre ∞ Thyra, Pcesse de Danemark       | Ernest-Auguste, Prétendant au trône de Hanovre ∞ Thyra, Pcesse de Danemark       | Ernest-Auguste, Prétendant au trône de Hanovre ∞ Thyra, Pcesse de Danemark           | Ernest-Auguste, Prétendant au trône de Hanovre ∞ Thyra, Pcesse de Danemark           | Ernest-Auguste, Prétendant au trône de Hanovre ∞ Thyra, Pcesse de Danemark           | Ernest-Auguste, Prétendant au trône de Hanovre ∞ Thyra, Pcesse de Danemark           |                                                                                      |                                                                                      |  |  | Frédéric II, Gd-duc de Bade ∞ Hilda, Pcesse de Nassau                              | Frédéric II, Gd-duc de Bade ∞ Hilda, Pcesse de Nassau                              | Frédéric II, Gd-duc de Bade ∞ Hilda, Pcesse de Nassau                              | Frédéric II, Gd-duc de Bade ∞ Hilda, Pcesse de Nassau                              | Frédéric II, Gd-duc de Bade ∞ Hilda, Pcesse de Nassau                                      | Frédéric II, Gd-duc de Bade ∞ Hilda, Pcesse de Nassau                                      |                                                                                            |                                                                                            | Charlotte, Pcesse de Prusse ∞ Bernard III, Duc de Saxe-Meiningen-Hildburghausen            | Charlotte, Pcesse de Prusse ∞ Bernard III, Duc de Saxe-Meiningen-Hildburghausen            | Charlotte, Pcesse de Prusse ∞ Bernard III, Duc de Saxe-Meiningen-Hildburghausen  | Charlotte, Pcesse de Prusse ∞ Bernard III, Duc de Saxe-Meiningen-Hildburghausen  | Charlotte, Pcesse de Prusse ∞ Bernard III, Duc de Saxe-Meiningen-Hildburghausen  | Charlotte, Pcesse de Prusse ∞ Bernard III, Duc de Saxe-Meiningen-Hildburghausen  |                               |                               | Guillaume II, Kaiser allemand ∞ Augusta-Victoria, Pcesse de SHSA                      | Guillaume II, Kaiser allemand ∞ Augusta-Victoria, Pcesse de SHSA                      | Guillaume II, Kaiser allemand ∞ Augusta-Victoria, Pcesse de SHSA                      | Guillaume II, Kaiser allemand ∞ Augusta-Victoria, Pcesse de SHSA                      | Guillaume II, Kaiser allemand ∞ Augusta-Victoria, Pcesse de SHSA                      | Guillaume II, Kaiser allemand ∞ Augusta-Victoria, Pcesse de SHSA                      |                                        |                                        | Marguerite, Pcesse de Prusse ∞ Frédéric-Charles, Prétendant au trône de Hesse-Cassel           | Marguerite, Pcesse de Prusse ∞ Frédéric-Charles, Prétendant au trône de Hesse-Cassel           | Marguerite, Pcesse de Prusse ∞ Frédéric-Charles, Prétendant au trône de Hesse-Cassel           | Marguerite, Pcesse de Prusse ∞ Frédéric-Charles, Prétendant au trône de Hesse-Cassel           | Marguerite, Pcesse de Prusse ∞ Frédéric-Charles, Prétendant au trône de Hesse-Cassel           | Marguerite, Pcesse de Prusse ∞ Frédéric-Charles, Prétendant au trône de Hesse-Cassel           |  |  | Alfred, Pce héritier de Saxe-Cobourg                         | Alfred, Pce héritier de Saxe-Cobourg                         | Alfred, Pce héritier de Saxe-Cobourg                         | Alfred, Pce héritier de Saxe-Cobourg                         | Alfred, Pce héritier de Saxe-Cobourg                                                           | Alfred, Pce héritier de Saxe-Cobourg                                                           |                                                                                                |                                                                                                | Charles-Édouard Ier, Duc de Saxe-Cobourg ∞ Victoria-Adélaïde, Pcesse de S.H.S.G.               | Charles-Édouard Ier, Duc de Saxe-Cobourg ∞ Victoria-Adélaïde, Pcesse de S.H.S.G.               | Charles-Édouard Ier, Duc de Saxe-Cobourg ∞ Victoria-Adélaïde, Pcesse de S.H.S.G. | Charles-Édouard Ier, Duc de Saxe-Cobourg ∞ Victoria-Adélaïde, Pcesse de S.H.S.G. | Charles-Édouard Ier, Duc de Saxe-Cobourg ∞ Victoria-Adélaïde, Pcesse de S.H.S.G.  | Charles-Édouard Ier, Duc de Saxe-Cobourg ∞ Victoria-Adélaïde, Pcesse de S.H.S.G.  |                                                                                   |                                                                                   | Ernest-Louis, Gd-duc de Hesse-Darmstadt ∞ Éléonore, Pcesse de Solms-Hohensolms-Lich | Ernest-Louis, Gd-duc de Hesse-Darmstadt ∞ Éléonore, Pcesse de Solms-Hohensolms-Lich | Ernest-Louis, Gd-duc de Hesse-Darmstadt ∞ Éléonore, Pcesse de Solms-Hohensolms-Lich | Ernest-Louis, Gd-duc de Hesse-Darmstadt ∞ Éléonore, Pcesse de Solms-Hohensolms-Lich | Ernest-Louis, Gd-duc de Hesse-Darmstadt ∞ Éléonore, Pcesse de Solms-Hohensolms-Lich | Ernest-Louis, Gd-duc de Hesse-Darmstadt ∞ Éléonore, Pcesse de Solms-Hohensolms-Lich |                                                                          |                                                                          |                                                                          |                                                                          |  |  |  |  |  |  |  |  |  |  |  |  |  |  |  |  |  |  |  |  |  |  |  |  |  |  |  |  |  |  |  |  |  |  |  |  |  |  |  |  |  |  |  |  |  |  |  |  |  |  |
|  |  |                                                                     |                                                                     |                                                                     |                                                                     |                                                                     |                                                                     |                                                                                  |                                                                                  |                                                                                      |                                                                                      |                                                                                      |                                                                                      |                                                                                      |                                                                                      |  |  |                                                                                    |                                                                                    |                                                                                    |                                                                                    |                                                                                            |                                                                                            |                                                                                            |                                                                                            |                                                                                            |                                                                                            |                                                                                  |                                                                                  |                                                                                  |                                                                                  |                               |                               |                                                                                       |                                                                                       |                                                                                       |                                                                                       |                                                                                       |                                                                                       |                                        |                                        |                                                                                                |                                                                                                |                                                                                                |                                                                                                |                                                                                                |                                                                                                |  |  |                                                              |                                                              |                                                              |                                                              |                                                                                                |                                                                                                |                                                                                                |                                                                                                |                                                                                                |                                                                                                |                                                                                  |                                                                                  |                                                                                   |                                                                                   |                                                                                   |                                                                                   |                                                                                     |                                                                                     |                                                                                     |                                                                                     |                                                                                     |                                                                                     |                                                                          |                                                                          |                                                                          |                                                                          |  |  |  |  |  |  |  |  |  |  |  |  |  |  |  |  |  |  |  |  |  |  |  |  |  |  |  |  |  |  |  |  |  |  |  |  |  |  |  |  |  |  |  |  |  |  |  |  |  |  |
|  |  | Louise, Pcesse de Hanovre ∞ Maximilien, Prétendant au trône de Bade | Louise, Pcesse de Hanovre ∞ Maximilien, Prétendant au trône de Bade | Louise, Pcesse de Hanovre ∞ Maximilien, Prétendant au trône de Bade | Louise, Pcesse de Hanovre ∞ Maximilien, Prétendant au trône de Bade | Louise, Pcesse de Hanovre ∞ Maximilien, Prétendant au trône de Bade | Louise, Pcesse de Hanovre ∞ Maximilien, Prétendant au trône de Bade |                                                                                  |                                                                                  | Alexandra, Pcesse de Hanovre ∞ Frédéric-François IV, Gd-duc de Mecklembourg-Schwerin | Alexandra, Pcesse de Hanovre ∞ Frédéric-François IV, Gd-duc de Mecklembourg-Schwerin | Alexandra, Pcesse de Hanovre ∞ Frédéric-François IV, Gd-duc de Mecklembourg-Schwerin | Alexandra, Pcesse de Hanovre ∞ Frédéric-François IV, Gd-duc de Mecklembourg-Schwerin | Alexandra, Pcesse de Hanovre ∞ Frédéric-François IV, Gd-duc de Mecklembourg-Schwerin | Alexandra, Pcesse de Hanovre ∞ Frédéric-François IV, Gd-duc de Mecklembourg-Schwerin |  |  | Ernest-Auguste Ier, Duc de Brunswick                                               | Ernest-Auguste Ier, Duc de Brunswick                                               | Ernest-Auguste Ier, Duc de Brunswick                                               | Ernest-Auguste Ier, Duc de Brunswick                                               | Ernest-Auguste Ier, Duc de Brunswick                                                       | Ernest-Auguste Ier, Duc de Brunswick                                                       |                                                                                            |                                                                                            | Victoria-Louise, Pcesse de Prusse                                                          | Victoria-Louise, Pcesse de Prusse                                                          | Victoria-Louise, Pcesse de Prusse                                                | Victoria-Louise, Pcesse de Prusse                                                | Victoria-Louise, Pcesse de Prusse                                                | Victoria-Louise, Pcesse de Prusse                                                |                               |                               | Guillaume, Prétendant au trône d'Allemagne ∞ Cécilie, Pcesse de Mecklembourg-Schwerin | Guillaume, Prétendant au trône d'Allemagne ∞ Cécilie, Pcesse de Mecklembourg-Schwerin | Guillaume, Prétendant au trône d'Allemagne ∞ Cécilie, Pcesse de Mecklembourg-Schwerin | Guillaume, Prétendant au trône d'Allemagne ∞ Cécilie, Pcesse de Mecklembourg-Schwerin | Guillaume, Prétendant au trône d'Allemagne ∞ Cécilie, Pcesse de Mecklembourg-Schwerin | Guillaume, Prétendant au trône d'Allemagne ∞ Cécilie, Pcesse de Mecklembourg-Schwerin |                                        |                                        | Philippe, Prétendant au trône de Hesse-Cassel ∞ Mafalda, Pcesse d'Italie                       | Philippe, Prétendant au trône de Hesse-Cassel ∞ Mafalda, Pcesse d'Italie                       | Philippe, Prétendant au trône de Hesse-Cassel ∞ Mafalda, Pcesse d'Italie                       | Philippe, Prétendant au trône de Hesse-Cassel ∞ Mafalda, Pcesse d'Italie                       | Philippe, Prétendant au trône de Hesse-Cassel ∞ Mafalda, Pcesse d'Italie                       | Philippe, Prétendant au trône de Hesse-Cassel ∞ Mafalda, Pcesse d'Italie                       |  |  |                                                              |                                                              |                                                              |                                                              | Frédéric-Josias, Prétendant au trône de Saxe-Cobourg ∞ Victoria-Louise, Ctesse de Solms-Baruth | Frédéric-Josias, Prétendant au trône de Saxe-Cobourg ∞ Victoria-Louise, Ctesse de Solms-Baruth | Frédéric-Josias, Prétendant au trône de Saxe-Cobourg ∞ Victoria-Louise, Ctesse de Solms-Baruth | Frédéric-Josias, Prétendant au trône de Saxe-Cobourg ∞ Victoria-Louise, Ctesse de Solms-Baruth | Frédéric-Josias, Prétendant au trône de Saxe-Cobourg ∞ Victoria-Louise, Ctesse de Solms-Baruth | Frédéric-Josias, Prétendant au trône de Saxe-Cobourg ∞ Victoria-Louise, Ctesse de Solms-Baruth |                                                                                  |                                                                                  | Georges-Donatus, Prétendant au trône de Hesse-Darmstadt ∞ Cécile, Pcesse de Grèce | Georges-Donatus, Prétendant au trône de Hesse-Darmstadt ∞ Cécile, Pcesse de Grèce | Georges-Donatus, Prétendant au trône de Hesse-Darmstadt ∞ Cécile, Pcesse de Grèce | Georges-Donatus, Prétendant au trône de Hesse-Darmstadt ∞ Cécile, Pcesse de Grèce | Georges-Donatus, Prétendant au trône de Hesse-Darmstadt ∞ Cécile, Pcesse de Grèce   | Georges-Donatus, Prétendant au trône de Hesse-Darmstadt ∞ Cécile, Pcesse de Grèce   |                                                                                     |                                                                                     | Louis, Prétendant au trône de Hesse-Darmstadt ∞ Margaret Campbell Geddes            | Louis, Prétendant au trône de Hesse-Darmstadt ∞ Margaret Campbell Geddes            | Louis, Prétendant au trône de Hesse-Darmstadt ∞ Margaret Campbell Geddes | Louis, Prétendant au trône de Hesse-Darmstadt ∞ Margaret Campbell Geddes | Louis, Prétendant au trône de Hesse-Darmstadt ∞ Margaret Campbell Geddes | Louis, Prétendant au trône de Hesse-Darmstadt ∞ Margaret Campbell Geddes |  |  |  |  |  |  |  |  |  |  |  |  |  |  |  |  |  |  |  |  |  |  |  |  |  |  |  |  |  |  |  |  |  |  |  |  |  |  |  |  |  |  |  |  |  |  |  |  |  |  |
|  |  | Louise, Pcesse de Hanovre ∞ Maximilien, Prétendant au trône de Bade | Louise, Pcesse de Hanovre ∞ Maximilien, Prétendant au trône de Bade | Louise, Pcesse de Hanovre ∞ Maximilien, Prétendant au trône de Bade | Louise, Pcesse de Hanovre ∞ Maximilien, Prétendant au trône de Bade | Louise, Pcesse de Hanovre ∞ Maximilien, Prétendant au trône de Bade | Louise, Pcesse de Hanovre ∞ Maximilien, Prétendant au trône de Bade |                                                                                  |                                                                                  | Alexandra, Pcesse de Hanovre ∞ Frédéric-François IV, Gd-duc de Mecklembourg-Schwerin | Alexandra, Pcesse de Hanovre ∞ Frédéric-François IV, Gd-duc de Mecklembourg-Schwerin | Alexandra, Pcesse de Hanovre ∞ Frédéric-François IV, Gd-duc de Mecklembourg-Schwerin | Alexandra, Pcesse de Hanovre ∞ Frédéric-François IV, Gd-duc de Mecklembourg-Schwerin | Alexandra, Pcesse de Hanovre ∞ Frédéric-François IV, Gd-duc de Mecklembourg-Schwerin | Alexandra, Pcesse de Hanovre ∞ Frédéric-François IV, Gd-duc de Mecklembourg-Schwerin |  |  | Ernest-Auguste Ier, Duc de Brunswick                                               | Ernest-Auguste Ier, Duc de Brunswick                                               | Ernest-Auguste Ier, Duc de Brunswick                                               | Ernest-Auguste Ier, Duc de Brunswick                                               | Ernest-Auguste Ier, Duc de Brunswick                                                       | Ernest-Auguste Ier, Duc de Brunswick                                                       |                                                                                            |                                                                                            | Victoria-Louise, Pcesse de Prusse                                                          | Victoria-Louise, Pcesse de Prusse                                                          | Victoria-Louise, Pcesse de Prusse                                                | Victoria-Louise, Pcesse de Prusse                                                | Victoria-Louise, Pcesse de Prusse                                                | Victoria-Louise, Pcesse de Prusse                                                |                               |                               | Guillaume, Prétendant au trône d'Allemagne ∞ Cécilie, Pcesse de Mecklembourg-Schwerin | Guillaume, Prétendant au trône d'Allemagne ∞ Cécilie, Pcesse de Mecklembourg-Schwerin | Guillaume, Prétendant au trône d'Allemagne ∞ Cécilie, Pcesse de Mecklembourg-Schwerin | Guillaume, Prétendant au trône d'Allemagne ∞ Cécilie, Pcesse de Mecklembourg-Schwerin | Guillaume, Prétendant au trône d'Allemagne ∞ Cécilie, Pcesse de Mecklembourg-Schwerin | Guillaume, Prétendant au trône d'Allemagne ∞ Cécilie, Pcesse de Mecklembourg-Schwerin |                                        |                                        | Philippe, Prétendant au trône de Hesse-Cassel ∞ Mafalda, Pcesse d'Italie                       | Philippe, Prétendant au trône de Hesse-Cassel ∞ Mafalda, Pcesse d'Italie                       | Philippe, Prétendant au trône de Hesse-Cassel ∞ Mafalda, Pcesse d'Italie                       | Philippe, Prétendant au trône de Hesse-Cassel ∞ Mafalda, Pcesse d'Italie                       | Philippe, Prétendant au trône de Hesse-Cassel ∞ Mafalda, Pcesse d'Italie                       | Philippe, Prétendant au trône de Hesse-Cassel ∞ Mafalda, Pcesse d'Italie                       |  |  |                                                              |                                                              |                                                              |                                                              | Frédéric-Josias, Prétendant au trône de Saxe-Cobourg ∞ Victoria-Louise, Ctesse de Solms-Baruth | Frédéric-Josias, Prétendant au trône de Saxe-Cobourg ∞ Victoria-Louise, Ctesse de Solms-Baruth | Frédéric-Josias, Prétendant au trône de Saxe-Cobourg ∞ Victoria-Louise, Ctesse de Solms-Baruth | Frédéric-Josias, Prétendant au trône de Saxe-Cobourg ∞ Victoria-Louise, Ctesse de Solms-Baruth | Frédéric-Josias, Prétendant au trône de Saxe-Cobourg ∞ Victoria-Louise, Ctesse de Solms-Baruth | Frédéric-Josias, Prétendant au trône de Saxe-Cobourg ∞ Victoria-Louise, Ctesse de Solms-Baruth |                                                                                  |                                                                                  | Georges-Donatus, Prétendant au trône de Hesse-Darmstadt ∞ Cécile, Pcesse de Grèce | Georges-Donatus, Prétendant au trône de Hesse-Darmstadt ∞ Cécile, Pcesse de Grèce | Georges-Donatus, Prétendant au trône de Hesse-Darmstadt ∞ Cécile, Pcesse de Grèce | Georges-Donatus, Prétendant au trône de Hesse-Darmstadt ∞ Cécile, Pcesse de Grèce | Georges-Donatus, Prétendant au trône de Hesse-Darmstadt ∞ Cécile, Pcesse de Grèce   | Georges-Donatus, Prétendant au trône de Hesse-Darmstadt ∞ Cécile, Pcesse de Grèce   |                                                                                     |                                                                                     | Louis, Prétendant au trône de Hesse-Darmstadt ∞ Margaret Campbell Geddes            | Louis, Prétendant au trône de Hesse-Darmstadt ∞ Margaret Campbell Geddes            | Louis, Prétendant au trône de Hesse-Darmstadt ∞ Margaret Campbell Geddes | Louis, Prétendant au trône de Hesse-Darmstadt ∞ Margaret Campbell Geddes | Louis, Prétendant au trône de Hesse-Darmstadt ∞ Margaret Campbell Geddes | Louis, Prétendant au trône de Hesse-Darmstadt ∞ Margaret Campbell Geddes |  |  |  |  |  |  |  |  |  |  |  |  |  |  |  |  |  |  |  |  |  |  |  |  |  |  |  |  |  |  |  |  |  |  |  |  |  |  |  |  |  |  |  |  |  |  |  |  |  |  |
|  |  |                                                                     |                                                                     |                                                                     |                                                                     |                                                                     |                                                                     |                                                                                  |                                                                                  |                                                                                      |                                                                                      |                                                                                      |                                                                                      |                                                                                      |                                                                                      |  |  |                                                                                    |                                                                                    |                                                                                    |                                                                                    |                                                                                            |                                                                                            |                                                                                            |                                                                                            |                                                                                            |                                                                                            |                                                                                  |                                                                                  |                                                                                  |                                                                                  |                               |                               |                                                                                       |                                                                                       |                                                                                       |                                                                                       |                                                                                       |                                                                                       |                                        |                                        |                                                                                                |                                                                                                |                                                                                                |                                                                                                |                                                                                                |                                                                                                |  |  |                                                              |                                                              |                                                              |                                                              |                                                                                                |                                                                                                |                                                                                                |                                                                                                |                                                                                                |                                                                                                |                                                                                  |                                                                                  |                                                                                   |                                                                                   |                                                                                   |                                                                                   |                                                                                     |                                                                                     |                                                                                     |                                                                                     |                                                                                     |                                                                                     |                                                                          |                                                                          |                                                                          |                                                                          |  |  |  |  |  |  |  |  |  |  |  |  |  |  |  |  |  |  |  |  |  |  |  |  |  |  |  |  |  |  |  |  |  |  |  |  |  |  |  |  |  |  |  |  |  |  |  |  |  |  |
|  |  | Berthold, Prétendant au trône de Bade ∞ Théodora, Pcesse de Grèce   | Berthold, Prétendant au trône de Bade ∞ Théodora, Pcesse de Grèce   | Berthold, Prétendant au trône de Bade ∞ Théodora, Pcesse de Grèce   | Berthold, Prétendant au trône de Bade ∞ Théodora, Pcesse de Grèce   | Berthold, Prétendant au trône de Bade ∞ Théodora, Pcesse de Grèce   | Berthold, Prétendant au trône de Bade ∞ Théodora, Pcesse de Grèce   |                                                                                  |                                                                                  | Frédéric-François, Prétendant au trône de Mecklembourg-Schwerin ∞ Karin von Schaper  | Frédéric-François, Prétendant au trône de Mecklembourg-Schwerin ∞ Karin von Schaper  | Frédéric-François, Prétendant au trône de Mecklembourg-Schwerin ∞ Karin von Schaper  | Frédéric-François, Prétendant au trône de Mecklembourg-Schwerin ∞ Karin von Schaper  | Frédéric-François, Prétendant au trône de Mecklembourg-Schwerin ∞ Karin von Schaper  | Frédéric-François, Prétendant au trône de Mecklembourg-Schwerin ∞ Karin von Schaper  |  |  |                                                                                    |                                                                                    |                                                                                    |                                                                                    | Ernest-Auguste, Prétendant aux trônes de Hanovre et de Brunswick ∞ Ortrude, Pcesse de SHSG | Ernest-Auguste, Prétendant aux trônes de Hanovre et de Brunswick ∞ Ortrude, Pcesse de SHSG | Ernest-Auguste, Prétendant aux trônes de Hanovre et de Brunswick ∞ Ortrude, Pcesse de SHSG | Ernest-Auguste, Prétendant aux trônes de Hanovre et de Brunswick ∞ Ortrude, Pcesse de SHSG | Ernest-Auguste, Prétendant aux trônes de Hanovre et de Brunswick ∞ Ortrude, Pcesse de SHSG | Ernest-Auguste, Prétendant aux trônes de Hanovre et de Brunswick ∞ Ortrude, Pcesse de SHSG |                                                                                  |                                                                                  |                                                                                  |                                                                                  |                               |                               | Louis-Ferdinand, Prétendant au trône d'Allemagne ∞ Kira, Gde-Dsse de Russie           | Louis-Ferdinand, Prétendant au trône d'Allemagne ∞ Kira, Gde-Dsse de Russie           | Louis-Ferdinand, Prétendant au trône d'Allemagne ∞ Kira, Gde-Dsse de Russie           | Louis-Ferdinand, Prétendant au trône d'Allemagne ∞ Kira, Gde-Dsse de Russie           | Louis-Ferdinand, Prétendant au trône d'Allemagne ∞ Kira, Gde-Dsse de Russie           | Louis-Ferdinand, Prétendant au trône d'Allemagne ∞ Kira, Gde-Dsse de Russie           |                                        |                                        | Maurice, Prétendant aux trônes de Hesse ∞ Tatiana (da), Pcesse de Sayn-Wittgenstein-Berlebourg | Maurice, Prétendant aux trônes de Hesse ∞ Tatiana (da), Pcesse de Sayn-Wittgenstein-Berlebourg | Maurice, Prétendant aux trônes de Hesse ∞ Tatiana (da), Pcesse de Sayn-Wittgenstein-Berlebourg | Maurice, Prétendant aux trônes de Hesse ∞ Tatiana (da), Pcesse de Sayn-Wittgenstein-Berlebourg | Maurice, Prétendant aux trônes de Hesse ∞ Tatiana (da), Pcesse de Sayn-Wittgenstein-Berlebourg | Maurice, Prétendant aux trônes de Hesse ∞ Tatiana (da), Pcesse de Sayn-Wittgenstein-Berlebourg |  |  |                                                              |                                                              |                                                              |                                                              | Andreas, Prétendant au trône de Saxe-Cobourg ∞ Carin Dabelstein                                | Andreas, Prétendant au trône de Saxe-Cobourg ∞ Carin Dabelstein                                | Andreas, Prétendant au trône de Saxe-Cobourg ∞ Carin Dabelstein                                | Andreas, Prétendant au trône de Saxe-Cobourg ∞ Carin Dabelstein                                | Andreas, Prétendant au trône de Saxe-Cobourg ∞ Carin Dabelstein                                | Andreas, Prétendant au trône de Saxe-Cobourg ∞ Carin Dabelstein                                |                                                                                  |                                                                                  |                                                                                   |                                                                                   |                                                                                   |                                                                                   |                                                                                     |                                                                                     |                                                                                     |                                                                                     |                                                                                     |                                                                                     |                                                                          |                                                                          |                                                                          |                                                                          |  |  |  |  |  |  |  |  |  |  |  |  |  |  |  |  |  |  |  |  |  |  |  |  |  |  |  |  |  |  |  |  |  |  |  |  |  |  |  |  |  |  |  |  |  |  |  |  |  |  |
|  |  | Berthold, Prétendant au trône de Bade ∞ Théodora, Pcesse de Grèce   | Berthold, Prétendant au trône de Bade ∞ Théodora, Pcesse de Grèce   | Berthold, Prétendant au trône de Bade ∞ Théodora, Pcesse de Grèce   | Berthold, Prétendant au trône de Bade ∞ Théodora, Pcesse de Grèce   | Berthold, Prétendant au trône de Bade ∞ Théodora, Pcesse de Grèce   | Berthold, Prétendant au trône de Bade ∞ Théodora, Pcesse de Grèce   |                                                                                  |                                                                                  | Frédéric-François, Prétendant au trône de Mecklembourg-Schwerin ∞ Karin von Schaper  | Frédéric-François, Prétendant au trône de Mecklembourg-Schwerin ∞ Karin von Schaper  | Frédéric-François, Prétendant au trône de Mecklembourg-Schwerin ∞ Karin von Schaper  | Frédéric-François, Prétendant au trône de Mecklembourg-Schwerin ∞ Karin von Schaper  | Frédéric-François, Prétendant au trône de Mecklembourg-Schwerin ∞ Karin von Schaper  | Frédéric-François, Prétendant au trône de Mecklembourg-Schwerin ∞ Karin von Schaper  |  |  |                                                                                    |                                                                                    |                                                                                    |                                                                                    | Ernest-Auguste, Prétendant aux trônes de Hanovre et de Brunswick ∞ Ortrude, Pcesse de SHSG | Ernest-Auguste, Prétendant aux trônes de Hanovre et de Brunswick ∞ Ortrude, Pcesse de SHSG | Ernest-Auguste, Prétendant aux trônes de Hanovre et de Brunswick ∞ Ortrude, Pcesse de SHSG | Ernest-Auguste, Prétendant aux trônes de Hanovre et de Brunswick ∞ Ortrude, Pcesse de SHSG | Ernest-Auguste, Prétendant aux trônes de Hanovre et de Brunswick ∞ Ortrude, Pcesse de SHSG | Ernest-Auguste, Prétendant aux trônes de Hanovre et de Brunswick ∞ Ortrude, Pcesse de SHSG |                                                                                  |                                                                                  |                                                                                  |                                                                                  |                               |                               | Louis-Ferdinand, Prétendant au trône d'Allemagne ∞ Kira, Gde-Dsse de Russie           | Louis-Ferdinand, Prétendant au trône d'Allemagne ∞ Kira, Gde-Dsse de Russie           | Louis-Ferdinand, Prétendant au trône d'Allemagne ∞ Kira, Gde-Dsse de Russie           | Louis-Ferdinand, Prétendant au trône d'Allemagne ∞ Kira, Gde-Dsse de Russie           | Louis-Ferdinand, Prétendant au trône d'Allemagne ∞ Kira, Gde-Dsse de Russie           | Louis-Ferdinand, Prétendant au trône d'Allemagne ∞ Kira, Gde-Dsse de Russie           |                                        |                                        | Maurice, Prétendant aux trônes de Hesse ∞ Tatiana (da), Pcesse de Sayn-Wittgenstein-Berlebourg | Maurice, Prétendant aux trônes de Hesse ∞ Tatiana (da), Pcesse de Sayn-Wittgenstein-Berlebourg | Maurice, Prétendant aux trônes de Hesse ∞ Tatiana (da), Pcesse de Sayn-Wittgenstein-Berlebourg | Maurice, Prétendant aux trônes de Hesse ∞ Tatiana (da), Pcesse de Sayn-Wittgenstein-Berlebourg | Maurice, Prétendant aux trônes de Hesse ∞ Tatiana (da), Pcesse de Sayn-Wittgenstein-Berlebourg | Maurice, Prétendant aux trônes de Hesse ∞ Tatiana (da), Pcesse de Sayn-Wittgenstein-Berlebourg |  |  |                                                              |                                                              |                                                              |                                                              | Andreas, Prétendant au trône de Saxe-Cobourg ∞ Carin Dabelstein                                | Andreas, Prétendant au trône de Saxe-Cobourg ∞ Carin Dabelstein                                | Andreas, Prétendant au trône de Saxe-Cobourg ∞ Carin Dabelstein                                | Andreas, Prétendant au trône de Saxe-Cobourg ∞ Carin Dabelstein                                | Andreas, Prétendant au trône de Saxe-Cobourg ∞ Carin Dabelstein                                | Andreas, Prétendant au trône de Saxe-Cobourg ∞ Carin Dabelstein                                |                                                                                  |                                                                                  |                                                                                   |                                                                                   |                                                                                   |                                                                                   |                                                                                     |                                                                                     |                                                                                     |                                                                                     |                                                                                     |                                                                                     |                                                                          |                                                                          |                                                                          |                                                                          |  |  |  |  |  |  |  |  |  |  |  |  |  |  |  |  |  |  |  |  |  |  |  |  |  |  |  |  |  |  |  |  |  |  |  |  |  |  |  |  |  |  |  |  |  |  |  |  |  |  |
|  |  |                                                                     |                                                                     |                                                                     |                                                                     |                                                                     |                                                                     |                                                                                  |                                                                                  |                                                                                      |                                                                                      |                                                                                      |                                                                                      |                                                                                      |                                                                                      |  |  |                                                                                    |                                                                                    |                                                                                    |                                                                                    |                                                                                            |                                                                                            |                                                                                            |                                                                                            |                                                                                            |                                                                                            |                                                                                  |                                                                                  |                                                                                  |                                                                                  |                               |                               |                                                                                       |                                                                                       |                                                                                       |                                                                                       |                                                                                       |                                                                                       |                                        |                                        |                                                                                                |                                                                                                |                                                                                                |                                                                                                |                                                                                                |                                                                                                |  |  |                                                              |                                                              |                                                              |                                                              |                                                                                                |                                                                                                |                                                                                                |                                                                                                |                                                                                                |                                                                                                |                                                                                  |                                                                                  |                                                                                   |                                                                                   |                                                                                   |                                                                                   |                                                                                     |                                                                                     |                                                                                     |                                                                                     |                                                                                     |                                                                                     |                                                                          |                                                                          |                                                                          |                                                                          |  |  |  |  |  |  |  |  |  |  |  |  |  |  |  |  |  |  |  |  |  |  |  |  |  |  |  |  |  |  |  |  |  |  |  |  |  |  |  |  |  |  |  |  |  |  |  |  |  |  |
|  |  | Maximilien, Prétendant au trône de Bade ∞ Valérie, Adsse d'Autriche | Maximilien, Prétendant au trône de Bade ∞ Valérie, Adsse d'Autriche | Maximilien, Prétendant au trône de Bade ∞ Valérie, Adsse d'Autriche | Maximilien, Prétendant au trône de Bade ∞ Valérie, Adsse d'Autriche | Maximilien, Prétendant au trône de Bade ∞ Valérie, Adsse d'Autriche | Maximilien, Prétendant au trône de Bade ∞ Valérie, Adsse d'Autriche |                                                                                  |                                                                                  |                                                                                      |                                                                                      |                                                                                      |                                                                                      |                                                                                      |                                                                                      |  |  | Ernest-Auguste, Prétendant aux trônes de Hanovre et de Brunswick ∞ Chantal Hochuli | Ernest-Auguste, Prétendant aux trônes de Hanovre et de Brunswick ∞ Chantal Hochuli | Ernest-Auguste, Prétendant aux trônes de Hanovre et de Brunswick ∞ Chantal Hochuli | Ernest-Auguste, Prétendant aux trônes de Hanovre et de Brunswick ∞ Chantal Hochuli | Ernest-Auguste, Prétendant aux trônes de Hanovre et de Brunswick ∞ Chantal Hochuli         | Ernest-Auguste, Prétendant aux trônes de Hanovre et de Brunswick ∞ Chantal Hochuli         |                                                                                            |                                                                                            | Alexandra (el), Pcesse de Hanovre ∞ André (de), Prétendant au trône de Leiningen           | Alexandra (el), Pcesse de Hanovre ∞ André (de), Prétendant au trône de Leiningen           | Alexandra (el), Pcesse de Hanovre ∞ André (de), Prétendant au trône de Leiningen | Alexandra (el), Pcesse de Hanovre ∞ André (de), Prétendant au trône de Leiningen | Alexandra (el), Pcesse de Hanovre ∞ André (de), Prétendant au trône de Leiningen | Alexandra (el), Pcesse de Hanovre ∞ André (de), Prétendant au trône de Leiningen |                               |                               | Louis-Ferdinand, Pce royal d'Allemagne ∞ Donata, Ctesse de Castell-Rüdenhausen        | Louis-Ferdinand, Pce royal d'Allemagne ∞ Donata, Ctesse de Castell-Rüdenhausen        | Louis-Ferdinand, Pce royal d'Allemagne ∞ Donata, Ctesse de Castell-Rüdenhausen        | Louis-Ferdinand, Pce royal d'Allemagne ∞ Donata, Ctesse de Castell-Rüdenhausen        | Louis-Ferdinand, Pce royal d'Allemagne ∞ Donata, Ctesse de Castell-Rüdenhausen        | Louis-Ferdinand, Pce royal d'Allemagne ∞ Donata, Ctesse de Castell-Rüdenhausen        |                                        |                                        | Henri, Prétendant aux trônes de Hesse ∞ Floria, Ctesse de Faber-Castell                        | Henri, Prétendant aux trônes de Hesse ∞ Floria, Ctesse de Faber-Castell                        | Henri, Prétendant aux trônes de Hesse ∞ Floria, Ctesse de Faber-Castell                        | Henri, Prétendant aux trônes de Hesse ∞ Floria, Ctesse de Faber-Castell                        | Henri, Prétendant aux trônes de Hesse ∞ Floria, Ctesse de Faber-Castell                        | Henri, Prétendant aux trônes de Hesse ∞ Floria, Ctesse de Faber-Castell                        |  |  |                                                              |                                                              |                                                              |                                                              | Hubert, Pce héritier de Saxe-Cobourg ∞ Kelly Jeanne Rondestvedt                                | Hubert, Pce héritier de Saxe-Cobourg ∞ Kelly Jeanne Rondestvedt                                | Hubert, Pce héritier de Saxe-Cobourg ∞ Kelly Jeanne Rondestvedt                                | Hubert, Pce héritier de Saxe-Cobourg ∞ Kelly Jeanne Rondestvedt                                | Hubert, Pce héritier de Saxe-Cobourg ∞ Kelly Jeanne Rondestvedt                                | Hubert, Pce héritier de Saxe-Cobourg ∞ Kelly Jeanne Rondestvedt                                |                                                                                  |                                                                                  |                                                                                   |                                                                                   |                                                                                   |                                                                                   |                                                                                     |                                                                                     |                                                                                     |                                                                                     |                                                                                     |                                                                                     |                                                                          |                                                                          |                                                                          |                                                                          |  |  |  |  |  |  |  |  |  |  |  |  |  |  |  |  |  |  |  |  |  |  |  |  |  |  |  |  |  |  |  |  |  |  |  |  |  |  |  |  |  |  |  |  |  |  |  |  |  |  |